# Roman de la Rose
El Roman de la Rose es un poema de cerca de 22 000 versos octosílabos que adopta la forma de sueño alegórico. Aunque consta de dos partes, que se escribieron en momentos distintos, la obra no fue concebida de modo conjunto. La primera parte del poema fue escrita por Guillaume de Lorris, y consta de 4058 versos octosílabos. Se elaboró entre 1225 y 1240. La obra, interrumpida por la prematura muerte de Guillaume de Lorris, fue continuada por Jean de Meung con 17 722 versos entre 1275 y 1280.

## La primera parte

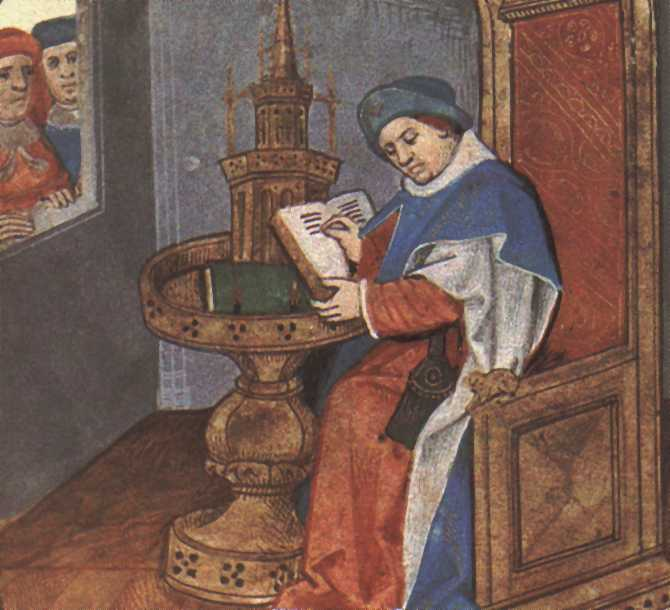
Guillaume de Loris.

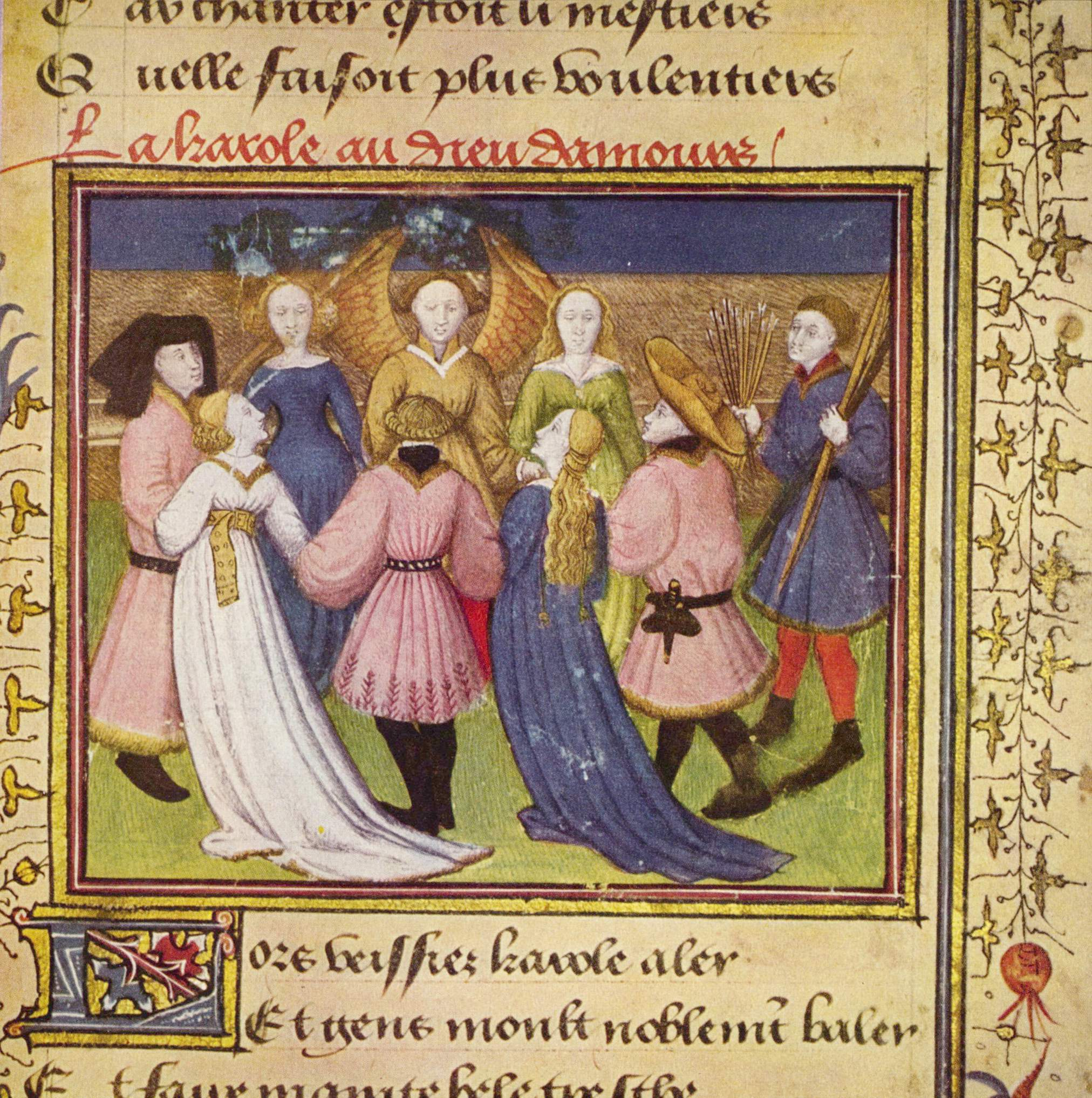
Roman de la Rose.

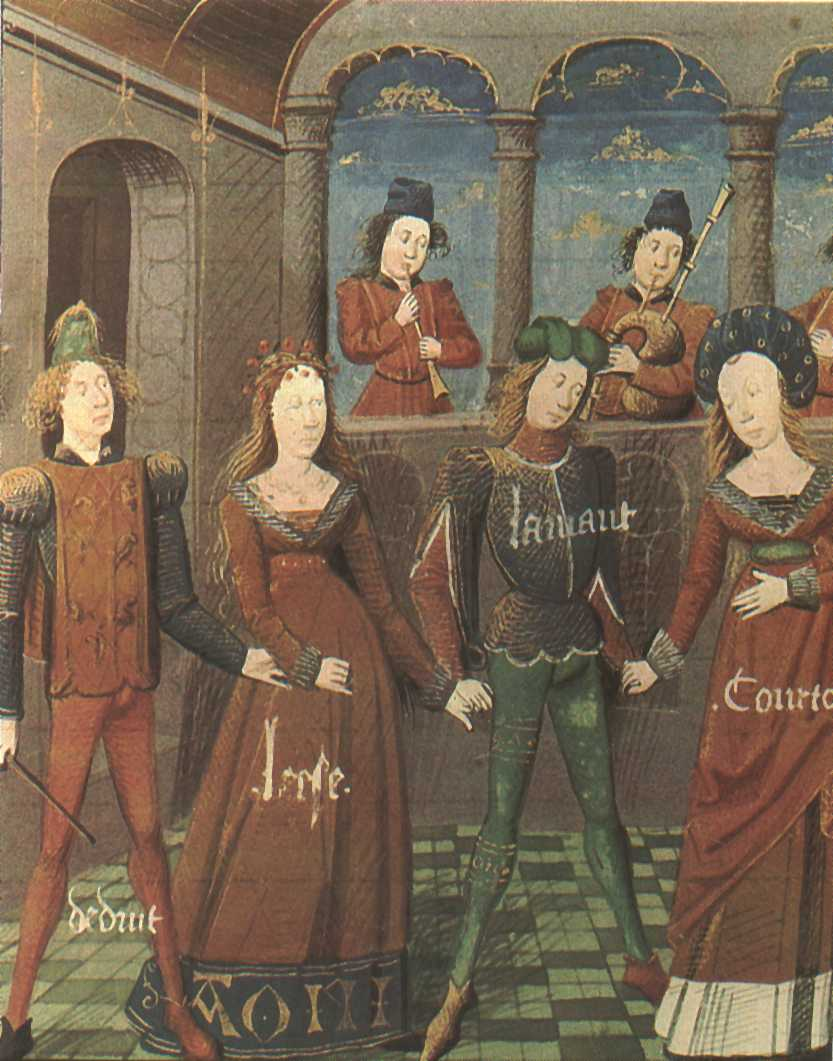
Roman de la Rose.

La primera parte del poema es el relato de un sueño. El amante, Guillaume, entra en un jardín maravilloso de Placer de la mano de Dama Ociosa. Allí participa en la danza del tiempo, un baile guiado por Alegría y animado por Amor, Riqueza, Generosidad y otros personajes de carácter alegórico. Visita el jardín y se enamora de la Rosa, alcanzado por las flechas de Amor. A través del poema vemos cómo Guillaume va aprendiendo las reglas del amor cortés: educación, discreción, cortesía, paciencia, devoción y generosidad. Para alcanzar la Rosa, recibirá la ayuda de Esperanza, Pensamiento Agradable, Dulzura en la Mirada y Verbo Dulce. El hijo de Cortesía, Acogida Amable lo lleva al bosque, pero allí se ve rechazado por Peligro. Aunque Razón intenta desanimar a Guillaume, éste insiste, aplaca a Peligro y consigue incluso besar a la Rosa. La escena es vista por Malaboca, que pide auxilio a los enemigos del caballero: Peligro, Vergüenza y Miedo, que cierran el bosque y encarcelan a Amable Acogida en una torre. Guillaume se deja llevar por el dolor.

## La segunda parte
Razón habla sobre la Fortuna y las pasiones a Guillaume. Al no estar demasiado convencido, visita a su Amigo, que le aconseja seguir normas contrarias al amor cortés, y filosofa acerca del origen de las sociedades. Amor arenga a todos sus seguidores antes de intentar asaltar la torre en la que Amable Acogida está preso. Los asaltantes acceden a la plaza, pero los enemigos se defienden con ahínco. Sin embargo, en su retirada, Naturaleza se opone a la fuerza destructora de Muerte. Se confiesa a Genio, y lo envía para que se una a las tropas de Amor, apoyadas por Venus. Peligro, Vergüenza y Miedo huyen. Amable Acogida permite al amante tomar la Rosa y entonces el poeta se despierta.

## Diferencias entre ambas partes
La primera parte del Poema tiene claras influencias de Ovidio, y se construye adoptando la forma narrativa de un arte de amar inspirado por la doctrina del amor cortés. Utiliza un recurso habitual tanto en la literatura antigua como en la medieval: el Sueño que describe otro mundo, en este caso alegórico, que personifica ideas abstractas y cualidades morales.
La segunda parte presenta una discusión más filosófica del amor, así como digresiones acerca de temas variados llegando incluso a ridiculizar algunas de las ideas y sentimientos expresados por Guillaume de Lorris.
La segunda parte provocó polémicas relacionadas con la visión que tiene Jean de Meung de la mujer, en especial la respuesta de Christine de Pisan a sus posiciones.
Esta segunda parte no solo trata del amor. Se habla también de:
- los animales domésticos, de los que el ser humano no se podría servir como lo hace si tuvieran entendimiento;
- la inteligencia de la naturaleza que, al resultar insuficiente el instinto de procreación de los humanos para asegurar por sí mismo la perpetuación de la especie, añadió al acto amoroso un pequeño suplemento de placer para motivarlo un poco;
- los señores que no tienen ningún motivo para glorificar a sus antepasados cuando no tienen las cualidades de estos.

## Repercusión de la obra

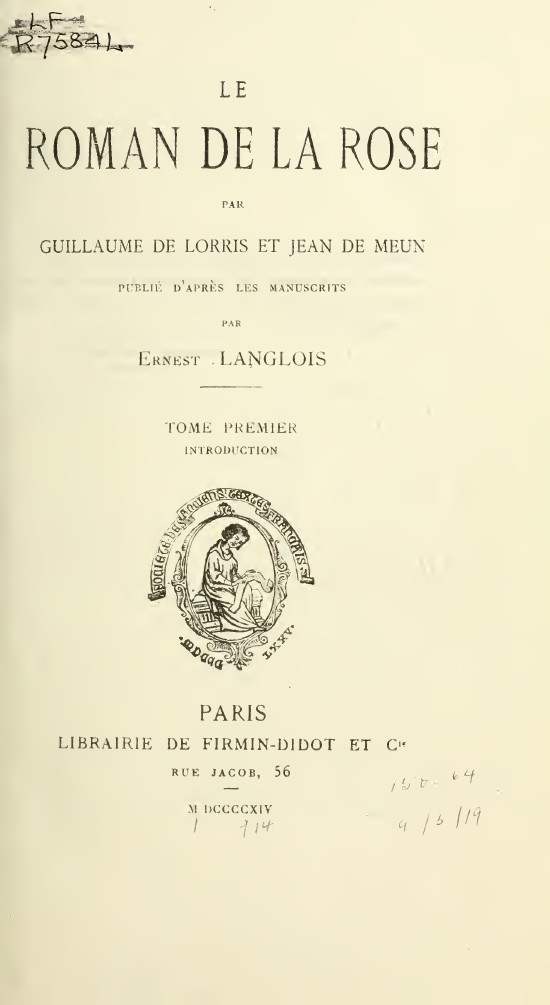
Roman de la Rose (ed. 1914)

El Roman de la Rose fue lo que hoy llamaríamos un best-seller. De hecho, se han encontrado unos cien ejemplares en Francia. Para valorar en su justa medida esta cifra, hay que recordar que Johannes Gutenberg inventa la imprenta con caracteres móviles hacia 1450. Así pues, todos los ejemplares de los que estamos hablando son pergaminos escritos pacientemente a mano, letra a letra. Teniendo en cuenta el tiempo necesario de los expertos de la época (no era necesario saber leer y escribir) para dedicarse a esa tarea, el coste de una obra de este calibre podía oscilar entre lo que hoy en día cuesta un automóvil y un apartamento.
Hay alrededor de 300 manuscritos del Roman de la Rose conservados en todo el mundo.

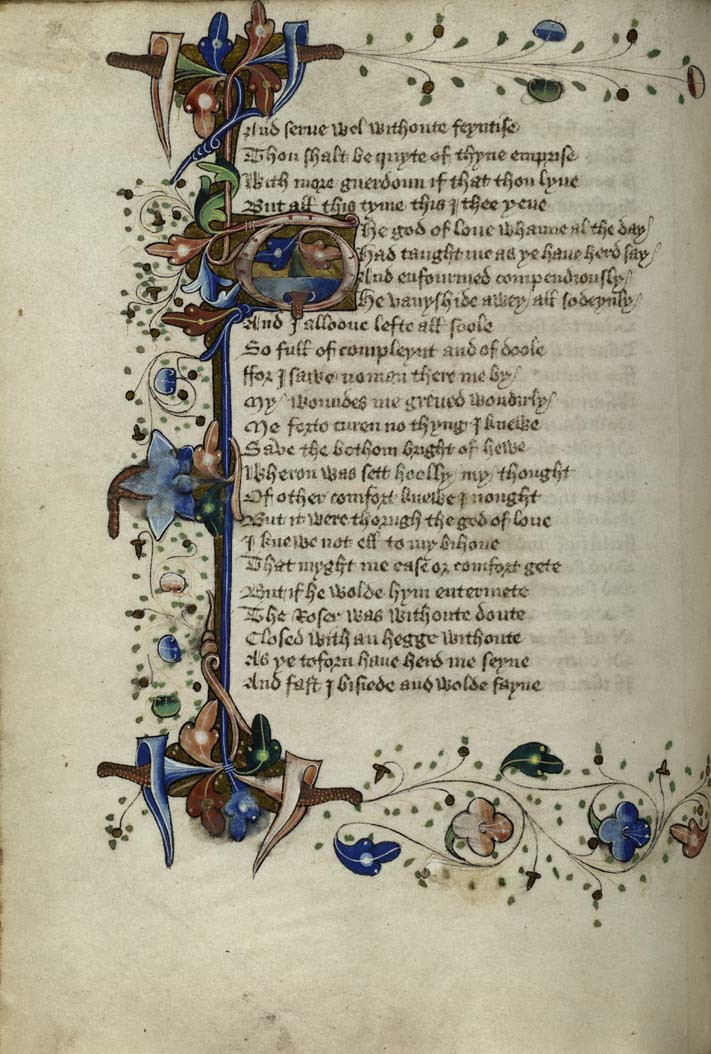
Una página de la traducción de Chaucer.

Una parte de la novela la tradujo al inglés con el título de The Romaunt of Rose Geoffrey Chaucer, lo que tuvo una importante repercusión sobre la literatura inglesa. 
También en Holanda hubo una versión realizada por Hein van Aken. 
En Francia su éxito fue enorme: la concepción amorosa de Meung provocó el primer gran debate literario en Francia, la Querelle du Roman de la Rose, iniciada por la poetisa Christine de Pisan; también inspiró buena parte de los Dits de Guillaume de Machaut. Posteriormente, casi en el siglo XVI, la obra fue prosificada por Jean Molinet. 
También se han señalado notables paralelismos con la obra Arbre de filosofia d'amor de Ramon Llull, aunque en este caso, más que de influencia directa, haya que hablar de similitudes fruto de una misma tradición cultural.

## Traducciones al español
- Roman de la Rose. Traducción de Juan Victorio. Madrid, Cátedra, 1987.
- Le Roman de la rose = El Libro de la rosa. Introducción de María L. Carmona. Traducción de Carlos Alvar y Julián Muela. Madrid, Casariego, 1995.

- El Libro de la Rosa. Prólogo de Carlos Alvar. Traducción de Carlos Alvar y Julián Muela. Apéndice de Alfred Serrano i Donet. Madrid, Ediciones Siruela, 1986.

- El Roman de la Rose: El arte de amar en la Edad Media. Editorial cARTEm BOOKS.

- Sucinto resumen (en francés)
- Le Roman de la rose (en francés, formato XHTML)